# 넬슨 맥다월

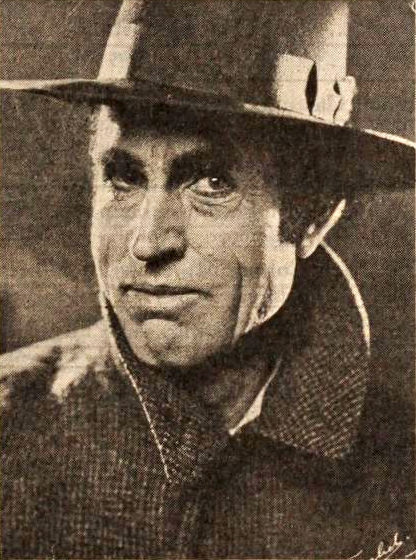

넬슨 맥다월(Nelson McDowell, 1870년 8월 14일 ~ 1947년 11월 3일)은 미국의 배우, 영화배우이다.
할리우드에서 사망하였다.

## 영화
- 싱 유어 워리스 어웨이 (1942년)
- 채드 한나 (1940년)
- 돌아온 론 레인저 (1939년)
- 콜리지 스윙 (1938년)
- 평원의 사나이 (1936년)
- 뮤직 이즈 매직 (1935년)
- 365 나이츠 인 헐리우드 (1934년)
- 선셋 패스 (1933년)
- 올리버 트위스트 (1933년)
- 라스트 모히칸 (1932년)
- 마음의 고향 (1928년)
- 잃어버린 세계 (1925년)
- 올리버 트위스트 (1922년)
- 라스트 모히칸 (1920년)